# Années de plomb (Europe)
Les années de plomb en Europe désignent une période allant grossièrement de la fin des années 1960 à la fin des années 1980 en Europe et reprenant l'expression « années de plomb ». Elles se caractérisent par la montée et la présence dans l'ensemble des pays d'Europe de l'Ouest d'un activisme politique violent, pratiquant souvent la lutte armée, notamment pour l'extrême gauche communiste mais aussi pour l'extrême droite néofasciste. L'usage de l'attentat politique devient durant cette période une pratique courante pour des mouvements révolutionnaires, particulièrement en Italie, en Allemagne, en France, mais aussi dans les régimes dictatoriaux (espagnol et grec).
Les historiens aujourd'hui cherchent à éclairer cette période trouble de l'époque contemporaine.

## Allemagne
En Allemagne de l'Ouest, autour de 1967-1968, se forment plusieurs groupes d'extrême gauche impliqués dans la lutte armée. Les motivations sont variées, certains conçoivent leur combat dans une perspective internationaliste et anti-impérialiste (soutien au Nord-Vietnam, au FPLP…), ce fut le cas par exemple de la Fraction armée rouge, d'autres luttent pour la révolution par des attentats. Les jeunes Allemands qui s'engagent dans ces mouvements sont surtout issus de la génération d'après-guerre, méprisant la génération de leurs parents, impliquée dans les crimes nazis. Une certaine forme d'antifascisme est perceptible dans leur critique de l'Allemagne (anciens nazis à des postes importants, « retour » du nazisme…).
L'État réplique à cette montée de la violence par une sévère répression (voir Fraction armée rouge). Différents groupes allemands sont actifs pendant la période :
- Revolutionäre Zellen, anti-impérialiste, de 1973 à 1995[1]
- Rote Zora, issu des Revolutionäre Zellen, féministe, de 1977 à 1995[2]
- Mouvement du 2 juin, de 1971 à 1980[3]
- Tupamaros West-Berlin, à l'origine du Mouvement du 2 juin, de 1968 à 1971
- Sozialistisches Patientenkollektiv ou Collectif des patients socialistes, un mouvement antipsychiatrique né en 1970
- Fraction armée rouge, Rote Armee Fraktion, de 1968-70 à 1995

## Belgique
Pour des articles plus généraux, voir Extrême gauche en Belgique et Mouvement maoïste en Belgique.
Les Cellules communistes combattantes (CCC) (1983-1986) étaient constituées de militants issus de l’éventail des luttes sociales et politiques. Elles sont responsables de 28 actions de propagande armée ciblant, sur tout le territoire, des lieux symboliques et stratégiques de l'impérialisme des États-Unis, de l'OTAN et du système capitaliste. Les CCC étaient en contact avec Action directe, la Fraction armée rouge et les Brigades rouges. Au-delà des bombes, elles participeront au renforcement idéologique de la ligne marxiste-léniniste.[réf. nécessaire]
D'autres structures clandestines ont été actives en Belgique dans les années 1980[réf. nécessaire] :
- Le groupe « Ligne rouge », resté en projet, plusieurs interpellations de militants[4] ;
- les Brigades Julien Lahaut : restées à l'état de projet.[réf. nécessaire]
- le Front national de libération wallon (FNLW), mis sur pied au milieu des années 1980, il ne passa cependant pas à l'action directe[5] ;
- le Groupe inconnu anarchiste (GIA), responsable de plusieurs petits attentats contre des cibles symboliques ;
- le Front révolutionnaire d'action prolétarienne (FRAP), structure éphémère mise en place en Belgique par Action directe, après sa rupture avec les CCC ;
- les faits de Braine l'Alleud (27 septembre 1985), d'Overijse (27 septembre 1985) et d'Alost (9 novembre 1985) où ont été tuées respectivement 3, 5 et 8 personnes lors de fusillades dans des supermarchés Delhaize, sont également souvent évoqués dans une « stratégie de la tension » en Belgique. Voir Tueries du Brabant.

### Chronologie
En 1984, les Cellules communistes combattantes (CCC) commettent leur première attaque à la bombe. La lutte révolutionnaire pour le communisme débuta bien auparavant.
- 1961-1963 : rupture au sein du mouvement communiste international entre l'Union soviétique et la Chine maoïste. Fondation en Belgique, du premier parti prochinois européen par Jacques Grippa, un ancien dirigeant de la Résistance communiste durant la Deuxième Guerre mondiale. Il prône l’action révolutionnaire contre l’impérialisme et le capitalisme.
- 1967 : implosion du parti grippiste en trois formations rivales : le Parti communiste wallon, marxiste-léniniste (PCW-ML, connu aussi sous le nom de « groupe L’Exploité », du titre de son journal), le Parti communiste marxiste-léniniste de Belgique (PCMLB, qui édite l’hebdomadaire Clarté) et PCB-La Voix du Peuple conduit par Jacques Grippa. Prônant dans sa propagande la révolution et la lutte armée contre le capitalisme, ces trois partis ML seront ensuite qualifiés à leur tour de « néo-révisionnistes », par les nouvelles organisations ML apparues après mai 68 et durant les années 1970.
- Après mai 68 : apparition de plusieurs groupes ML « spontanéiste » puis léninistes : Université-Usine-Union (UUU), Garde rouge (GR), Parole au Peuple (PAP), Tout le pouvoir aux travailleurs (TPT), Union des communistes marxistes-léninistes de Belgique (UCMLB), Tout le Pouvoir aux Ouvriers (TPO, ancêtre de l'actuel PTB), Lutte communiste (LC), Action communiste (AC)… Manifestations musclées et grèves sauvages contre le système capitaliste sont au programme. Objectif : la révolution communiste, par la lutte révolutionnaire.
- Années 1970 : premières actions (publiques et clandestines) de soutien en Belgique à la RAF allemande. Plusieurs militants d'organisations d'extrême gauche, trotskiste (Ligue révolutionnaire des travailleurs) et ML (ex-PCB grippiste, Lutte communiste…), partent au Proche-Orient dans des camps d'entraînement militaires palestiniens pour y apprendre le maniement des armes.
- 1978 : reflux des organisations « révolutionnaires traditionnelles ». Attentat de la RAF, près de Mons, contre le général nord-américain Haig, le commandant en chef des forces armées de l'OTAN de l'époque.
- 1982 : fondation à Paris de Subversion, avec Pierre Carette et des marxistes-léninistes français, dont Frédéric Oriach (ex-Noyaux armés pour l'autonomie populaire). Cette revue « pour le communisme » et la lutte armée révolutionnaire deviendra le creuset théorique des CCC.
- 1983 : mises sur pied, dans la clandestinité, des Cellules communistes combattantes (CCC). Création de Ligne rouge (LR), un groupe d'agitation-propagande sympathisant des « Cellules ».
- 1984 : le 2 octobre, premier attentat des CCC. Sans succès, la police tente de capturer les CCC lors de l'« opération Mammouth ». Une piste wallonne est évoquée autour d'un inconnu Front national de libération wallon (FNLW).
- 1985 : rupture idéologique des CCC avec Action directe (AD) et la Fraction armée rouge (RAF) (janvier). Les opérations des CCC vont se multiplier (janvier-juin et octobre-décembre). Des attentats sont également commis par d'autres organisations : groupe inconnu anarchiste, groupe flamand Don Quichotte, Front révolutionnaire d'action prolétarienne (mis sur pied de façon artificielle par AD)… Deux militants-fondateurs (Pierre Carette et Bertrand Sassoye) et deux nouveaux activistes (Didier Chevolet et Pascale Vandegeerde) des CCC sont arrêtés à Namur (16 décembre). Fondation de l'Association des parents et amis des prisonniers communistes (APAPC).
- 1988 : procès des « 4 CCC ». Ils sont condamnés à la prison à perpétuité. Contre leur régime carcéral d’isolement exceptionnel, des grèves de la faim sont organisées.
- 1997 : les détenus des CCC sont légalement libérables. Campagnes régulières de l'APAPC pour réclamer leur sortie de prison.
- 2000 : après des peines exceptionnellement longues au regard de l’histoire judiciaire de la Belgique, libération des trois premiers militants condamnés des CCC (Bertrand Sassoye, Pascale Vandegeerde et Didier Chevolet). L’APAPC s'élargit et se rebaptise « Secours rouge/APAPC ».
- 2003 : Pierre Carette sort de prison après 17 ans d’emprisonnement. Comme pour Bertrand Sassoye, la question centrale qui se pose pour lui est : dans sa situation, comment contribuer concrètement au processus révolutionnaire ?
- 2006 : Bertrand Sassoye est actif au sein du Bloc marxiste-léniniste, une organisation politique révolutionnaire et au sein du Secours rouge/APAPC. Il se consacre aussi à la valorisation des acquis théoriques et idéologiques du combat des années 1983-1985[6].
- 2008 : 6 juin, retour en prison pour Sassoye et Carette. Les deux ex-membres des CCC sont accusés de ne pas avoir respecté leurs conditions de libération conditionnelle. Bertrand Sassoye est, de plus, accusé d'appartenance à une organisation terroriste, avec quatre autres membres du Secours Rouge/APAPC[7],[8]. Les membres arrêtés du Secours Rouge/APAPC ont été relâchés en juin 2008, Bertrand Sassoye le 29 juillet 2008. Pierre Carette a été relâché après quelques jours, après un jugement selon lequel il n'avait pas enfreint les conditions de sa libération conditionnelle.

## Espagne
En Espagne, des mouvements armés antifranquistes se forment au début des années 1970 (MIL, Groupes d'action révolutionnaire internationalistes (GARI), agissant aussi en France et en Belgique, et les Groupes de résistance antifasciste du premier octobre (GRAPO)). Après la mort de Franco et la transition démocratique du régime, les Groupes de résistance antifasciste du premier octobre, aile politico-militaire du Parti communiste espagnol (reconstitué) (PCE(r)), d’inspiration marxiste-léniniste, continuent le combat dans une perspective révolutionnaire uniquement. Avec les BR italiennes et les CCC belges, les Grapo et le PCE(r) forment le courant marxiste-léniniste de la lutte armée en Europe.

## France
Pour des articles plus généraux, voir Extrême gauche en France, Terrorisme en France et Extrême droite en France.
À la suite de la dissolution des mouvements maoïstes au début des années 1970 se constituent plusieurs groupes de lutte armée proches des théories maoïstes (NAPAP, Brigades internationales). Le mouvement autonome, en partie issu des milieux anarchistes et maoïstes, pratique aussi un activisme violent, allant parfois jusqu'aux attentats à la bombe dans la deuxième partie des années 1970.
Les Groupes d'action révolutionnaire internationalistes, issus du MIL, combattaient le franquisme en s'attaquant à des intérêts espagnols en France au début des années 1970.
Ces différents groupes de lutte armée vont se rejoindre dans la « coordination politico-militaire interne au mouvement autonome » à la fin des années 1970 qui aboutit à la création d'Action directe. Une scission lyonnaise du groupe en 1982 se renomme en Affiche rouge.
Action directe s'alliera dans les années 1980 avec les Cellules communistes combattantes belges, les Brigades rouges italiennes ainsi que la Fraction armée rouge allemande.
En 1987, l'activité terroriste révolutionnaire en France semble s'éteindre après l'arrestation des principaux membres d'Action directe et de l'Affiche rouge.
Un terrorisme d'extrême droite est aussi présent en France dans les années 1970 et 1980 (Groupe Charles Martel, Groupe d'intervention nationaliste…).
En France c'est surtout la lutte armée indépendantiste qui marque ces années-là avec l'activité du Front de Libération de la Bretagne; d'Iparetarrak au Pays Basque, des Loups Noirs en Alsace et des groupes armés corses (Ghjustizia Paolina, Fronte Paesanu) qui fusionnent en 1976 pour former le FLNC.
Dans le contexte corse, la notion d'années de plomb renvoie à la guerre entre le FLNC Canal Historique et le FLNC Canal Habituel dans les années 1990, guerre qui fera plusieurs dizaines de morts,.

## Grèce
En Grèce, le régime des colonels arrivé au pouvoir lors du coup d'État de 1967 voit certains groupes s'opposer à lui, entre autres en participant à des attentats. Des groupes tels que l'Organisation révolutionnaire du 17 novembre, qui continua ses actions terroristes jusqu'à son démantèlement en 2003, sont issus de ces années de dictature.

## Italie

### Contexte en Italie
Depuis la fin de la Seconde Guerre mondiale, la scène politique italienne est divisée entre d'une part la Démocratie chrétienne (DC), formée par des anciens membres du Parti populaire italien, qui exerce le pouvoir depuis la fin de la guerre, et d'autre part par le Parti communiste italien (PCI), qui s'est renforcé dans les années d'après-guerre au point de devenir le parti communiste le plus important en Europe occidentale.
Ces deux partis sont débordés par leurs extrêmes par des organisations néofascistes à droite et des organisations marxistes-léninistes privilégiant la lutte armée à gauche. Au début des années 1970, ces derniers se radicalisent dans un contexte international marqué par le coup d'État de 1973 au Chili et au niveau national par le compromis historique alors en préparation par la DC et le PCI. Les partisans de la lutte armée à gauche voient alors dans la chute d'Allende le signe que la voie démocratique ne peut être qu'un échec. A posteriori, les anciens membres des groupes terroristes justifieront leurs actes par la peur d'un tournant communiste ou par la crainte d'un coup d'état de la droite.
De 1969 à 1974, dans sa première phase, le terrorisme est principalement le fait d'organisations néofascistes caractérisé par des explosions visant la population « à l'aveugle » pour instaurer un durcissement de la législation. Dans un second temps, les attentats des groupes armés de gauche, dont les plus connus sont les Brigades rouges, sont caractérisés par des actes ciblés et l'utilisation de la gambizzazione,.

### Déroulement
L'Italie est frappée, durant deux décennies, par des actions terroristes revendiquées par des groupes, d'abord d'extrême-droite, puis d'extrême-gauche. Les Brigades rouges italiennes (Brigate rosse, BR) (1970), la plus connue des organisations de cette période, sont, à la fois, un mouvement politique (implanté dans des usines) et une organisation de lutte armée. Se réclamant du courant marxiste-léniniste pour la fondation du « Parti communiste combattant » (le PCC), elles serviront de référence aux CCC en Belgique. Les BR sont la principale, la mieux structurée et la plus vieille organisation de « guérilla » active en Italie. Cependant, de nombreux autres groupes révolutionnaires politico-militaires ont « animé » les « années de plomb » italiennes. Certains de ces groupes sont issus des BR.
Deuxième groupe armé en taille après les Brigades rouges, Prima Linea est fondé à la fin de l'année 1976 par des dissidents de Lotta Continua et du Comitato Comunista per il Potere Operaio (Sergio Segio, Enrico Galmozzi, Massimo Libardi, Bruno Laronga).
Durant les années de plomb italiennes, qui commencent avec l'attentat de la Piazza Fontana, à Milan, le 12 décembre 1969, puis avec l'attentat de Peteano (it) en 1972, par Vincenzo Vinciguerra, l'attentat de la place de la Loggia, à Brescia, le 28 mai 1974, plus de 600 attentats commis entre 1969 et 1989, ont fait 362 morts et 172 blessés. Le groupe des Brigades rouges est responsable de 84 de ces victimes.
De 1969 à 1975, les actes de violence sont partagés entre groupes d'extrême-droite et d'extrême-gauche. En décembre 1970 Junio Valerio Borghese avec son Fronte Nazionale Rivoluzionario organise un coup d'État qui avorte au dernier moment.
Après 1975, l'extrême-gauche est dominante sur le front des actes subversifs, mais le terrorisme d'extrême-droite reste fort jusqu'en 1985, avec l'attentat contre la gare de Bologne, le 2 août 1980, qui fait 85 morts, l'attentat contre le train Naples-Milan, qui tue 16 personnes, et les assassinats des Noyaux armés révolutionnaires, au nombre de 17 entre 1977 et 1985. Le terrorisme d'extrême-gauche a continué en Italie dans les années 1980 pour connaître une résurgence à la fin des années 1980 sans toutefois avoir la même dimension que les BR des années précédentes.
L'acte le plus connu des années de plomb italiennes est l'enlèvement et l'assassinat de l'ancien président du conseil Aldo Moro par les Brigades rouges, qui met fin à toute tentative de compromis historique entre la Démocratie chrétienne (dirigée par Moro) et le PCI, dirigé par Enrico Berlinguer.
Les groupes armés ne s'affrontent jamais mais ciblent les institutions de l'État ou encore les forces de l'ordre.

### Magistrature
La magistrature italienne, confrontée à une situation exceptionnelle évolue au sein de cette période. Au cours de l'année 1968, des syndicats de magistrats se formèrent pour proposer des solutions alternatives de justice. Ces acteurs de la vie judiciaire prônent alors une séparation entre la justice et l'État. Toutefois, les événements des années 1970 vont changer la situation et les voix militantes seront moins visibles. Dans ce début de décennie, la justice italienne est mal préparée à des séries d'attentats se multipliant dans la péninsule, en témoigne la dissolution du département d'enquête sur les Brigades rouges à la suite de l'arrestation de Renato Curcio en 1977. Cependant, la justice italienne a su s'adapter à ces événements avec une collaboration étroite avec la police. Dans les années qui suivirent, de nombreuses voix critiquèrent le non respect de la Constitution pour la lutte contre le terrorisme. En réalité, les principales lois d'urgences sont la réduction de peine pour les personnes collaborant avec la justice et l'augmentation de la durée de détention pour des actes de terrorisme. D'autres lois, comme la loi du 15 décembre 1979 n° 625 autorisant la fouille de pâtés de maisons entiers ne furent jamais appliquées,.

### Conséquences et analyses
La politologue Anne Schimel (Ceriep) rapporte que, selon des statistiques établies par le Ministère de l'Intérieur italien, 67,5 % des violences (bagarres, actions de guérilla et destructions de biens) qui ont eu lieu en Italie de 1969 à 1989 sont imputables à l'extrême droite ; 26,5 % à l'extrême-gauche, et les 5,95 % restants à d'autres. De plus, 150 personnes ont été tuées par des actions terroristes imputables à l'extrême droite, durant cette période, en Italie, et 94 morts sont imputables à des attentats d'extrême-gauche.
Ces lourdes années pèsent encore sur la conscience collective et surtout sur la vie politique (cf. par exemple la récente « affaire Battisti » et « affaire Petrella »). Divers avatars des Brigades rouges ont commis ou tenté de commettre des actions terroristes depuis 1999, après plusieurs années de silence. Des groupes terroristes d'extrême-gauche ont été démantelés en 2003 et 2007. Le journaliste-écrivain Giovanni Fasanella, spécialiste des Brigades rouges, estime que « Quarante ans après la naissance des Brigades rouges, la violence politique de gauche est devenue un facteur endémique, c'est le seul cas en Europe. (…) Ce phénomène est le produit dégénéré d'une idéologie dont les racines n'ont pas été totalement extirpées parce que le système politique et culturel du pays ne s'y est pas opposé assez fort, de crainte d'avoir à reconnaître ses propres responsabilités (…). Chez [les jeunes italiens victimes de la précarité sociale], qui se retrouvent dans le mouvement No Global (altermondialiste), la lutte armée est vue avec sympathie. » Enfin, la justice italienne démantela pendant l'été 2005 le DSSA, un groupe dirigé par des néofascistes à la tête d'un syndicat des services de sécurité italiens. Un des otages morts en Irak aurait été envoyé pour le compte de ce groupe mystérieux, dont les responsables avouaient eux-mêmes avoir fait partie de Gladio, l'organisation secrète de l'OTAN liée à la loge maçonnique Propaganda Due (P2).
Le 22 avril 2014, le président du Conseil Matteo Renzi signe une directive qui déclassifie des documents confidentiels sur les attentats terroristes perpétrés en Italie entre 1969 et la fin des années 1980.
L'historien Pierre Milza déclare : « à trente ans de distance, l'interprétation du phénomène terroriste qui a ébranlé la République italienne entre 1969 et l'extrême fin des années 1980 reste difficile à faire, tant sont mêlées les questions relevant de la politique intérieure et celles tenant à la situation internationale, tant sont partagées – à des degrés divers certes – les responsabilités de chaque protagoniste dans un jeu qui, globalement, relève de l'affrontement planétaire entre le camp des démocraties libérales et celui du « socialisme réel » ».

## «Stratégie de la tension»?
Le néofasciste italien Vincenzo Vinciguerra a déclaré au juge Felice Casson que l'attentat de la Piazza Fontana devait inciter l'État italien à proclamer l'état d'urgence et à se tourner vers des solutions plus autoritaires. On considère généralement que l'attentat de la gare de Bologne, en 1980, marque le dernier grand massacre des années de plomb, lui aussi commis par des terroristes néofascistes. On a d'abord attribué la totalité des attentats aux groupes dits gauchistes, avant de se raviser dans les années 1980, lorsque les enquêtes judiciaires en Italie accusaient certains de ces attentats d'avoir été des attaques sous faux drapeau, c'est-à-dire menées sous le couvert du « drapeau adverse ». Pierre Milza précise : « sur les 4 384 actes de violence politique recensés entre 1969 et 1975, 83 % furent le fait des organisations de l'ultra-droite nationaliste et néofasciste, et que celles-ci ont eu à leur actif 83 homicides politiques sur 92 ». Ainsi, la piste du « terrorisme noir » (ou néofasciste) fut explorée. L'existence d'une stratégie de la tension visant à empêcher le PCI et, dans une moindre mesure, le PSI, d'accéder au pouvoir exécutif, expliquerait l'utilisation du réseau Gladio. Celui-ci, en lien avec certains milieux néofascistes ainsi qu'avec la loge maçonnique Propaganda Due (P2) dirigée par Licio Gelli aurait participé aux actions terroristes[réf. nécessaire].
Les réseaux soviétiques furent actifs durant cette période en souhaitant à la fois déstabiliser le PCI tout en le finançant. Le Mossad entra en contact dès 1973 avec les BR en proposant des armes à Alberto Franceschini.